# Connection (chanson)
Pistes de Between the Buttons
Back Street Girl
(3) She Smiled Sweetly
(5)
Connection est une chanson du groupe de rock britannique The Rolling Stones. Elle apparait sur leur disque de 1967, Between the Buttons. Elle a été écrite par Keith Richards (bien que signée Mick Jagger/Keith Richards) qui assure lui-même le chant. Les paroles de la chanson reflètent la pression sur le groupe en 1967. Ils ne sont que trois musiciens des Rolling Sones a jouer sur cette chanson, Keith Richards, Mick Jagger et Charlie Watts, avec l'aide de Jack Nitzsche.
La chanson a été jouée par les Rolling Stones durant leurs tournées Voodoo Lounge (1995) et A Bigger Bang (2006), ainsi que par Keith Richards durant sa tournée solo de 1988. Elle figure dans le film de Martin Scorsese Shine a Light, sorti en 2008.

## Analyse artistique

### Analyse des paroles
Bien que signée Jagger/Richards, la chanson est écrite par Keith Richards dans une chambre d'hôtel tard dans la nuit entre deux concerts. Elle décrit la dure réalité des tournées, des changements d'avions, de l'ambiance déshumanisée des salles d'attente des aéroports. Mais comme très souvent chez les Rolling Stones, il y a un sens caché.

« Tout va dans la mauvaise direction
Le docteur veut me faire plus de piqûres
Me faire des injections contre un million d'infections rare »

Est-ce une allusion à tous les vaccins que les Rolling Stones doivent subir pour partir à la conquête du monde ou à quelques substances illicites ? De même la phrase "Mes sacs ont été soumis à une fouille sérieuse/Je me demande pourquoi ils ont des soupçons" fait référence au zèle des douaniers lorsque le groupe débarque en ville. Il faut savoir, que dans le langage imagé des junkies, "connection" veut dire "dealer".

### Structure musicale
La chanson est enregistrée aux studios Olympic à Londres lors des sessions du 8 novembre au 6 décembre 1966 consacrées à l'album assurées par l'ingénieur du son Glyn Johns. Pour la première fois dans la discographie du groupe, le chant soliste est assuré par Keith Richards, soutenu par Mick Jagger aux chœurs. Le guitariste s'en sort bien au chant et récidivera par la suite à travers les futures productions. Celle-ci manque de puissance malgré la qualité de la chanson. En plus du chant, Richards assure la guitare avec un son saturé à l'amplificateur en plus de jouer la basse, tandis que le batteur Charlie Watts n'assure que la caisse claire. Mick Jagger expliquera en janvier 1967 au NME que "c'est moi qui frappe la grosse caisse avec mes mains. Jack Nitzsche est au piano et aassure certaines parties de  basse avec les pédales de l'orgue". Mais la grosse caisse manque de puissance et cela se ressent sur la chanson. Quant au pianiste Jack Nitzsche, interprète une bonne partie de piano et apporte du soutien de basse dans les couplets grâce aux pédales de l'orgue.

### Personnel
-Selon les auterurs Philippe Margotin et Jean-Michel Guesdon
- Keith Richards - chant, guitare solo, basse
- Mick Jagger - harmonie vocale, tambourin, grosse caisse
- Charlie Watts - caisse claire
- Musiciens non identifiés – claquements de mains

### Musicien additionnel
- Jack Nitzsche - piano, pédales d'orgue

### Équipe technique
- Andrew Loog Oldham - producteur
- Glyn Johns - ingénieur du son
- Eddie Kramer - ingénieur du son assistant

## Reprises
- La chanson a été reprise par le groupe de rock'n roll américain The Connection sur leur album Let It Rock
- Marble Phrogg (sur leur album éponyme de 1968)
- Ramblin' Jack Elliott (sur son album Young Brigham parue en 1968 chez Reprise Records)
- Montrose (sur leur album Paper Money de 1974 avec Sammy Hagar au chant)
- Arlo Guthrie (sur son album Amigo de 1976)
- Eddie and the Subtitles (sur leur album de 1983 Dead Drunks Don't Dance)
- Everclear.

Cette chanson a été interprétée plusieurs fois par les New Riders of the Purple Sage, avec Jerry Garcia et Marmaduke Dawson au chant.